# Microcomputer

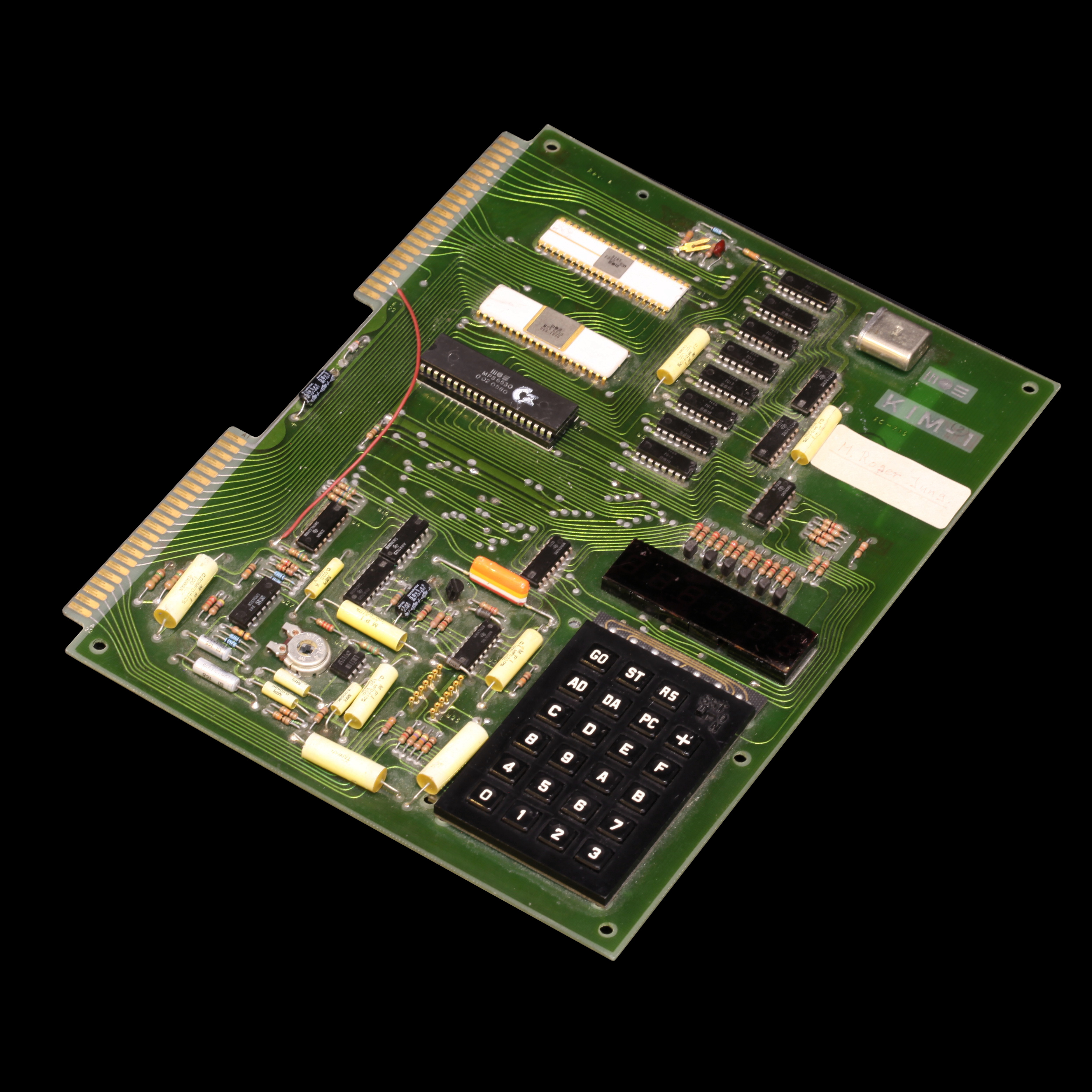
Il MOS KIM-1, uno dei primi microcomputer della storia.

Un microcomputer o microelaboratore (negli anni settanta abbreviato anche micro) è un computer generalmente dotato di un singolo microprocessore (µP). Ha un costo abbastanza limitato e un ingombro generalmente ridotto, tale da poter essere acquistato e utilizzato anche da un singolo utente non professionale, ed è in grado di svolgere un ristretto numero di funzioni e applicazioni. 
Una tipologia che ebbe grande diffusione nella seconda metà del XX secolo furono gli home computer.

## Storia
Questa famiglia di computer destinati ad uso personale è stata introdotta a partire dalla metà degli anni settanta. Il primo microcomputer a larga diffusione è considerato l'Altair 8800. Prodotto a partire dal gennaio 1975, aveva come processore l'Intel 8080 (evoluzione del primo microprocessore, l'Intel 4004). Fino ad allora il termine "computer" era sinonimo di macchine grandi e costose che potevano permettersi solo le aziende. La prima generazione di microcomputer era destinata agli hobbisti dell'elettronica; spesso infatti erano venduti in kit di montaggio oppure già assemblati ma senza case. 
La seconda generazione di microcomputer prese il nome di home computer. Gli home computer erano invece computer completamente assemblati e dotati di case, tutti basati su processori a 8 bit. Costruttivamente erano molto semplici: il corpo era formato principalmente da una voluminosa tastiera al cui interno trovavano posto tutti i dispositivi del computer. Dotati di interfacce esclusivamente testuali e con memorie di massa a cassette audio, erano sfruttati prevalentemente come console per videogiochi, oppure per i primi approcci con la programmazione; più raro era il loro utilizzo come strumenti di lavoro, magari associati da una unità esterna di memorizzazione a floppy disk. A questa regola faceva eccezione l'Apple II, che nasceva con unità a disco integrata ed era già fornito di un sistema operativo DOS caricabile da disco.
Il sistema operativo di un home computer era (salvo poche eccezioni) proprietario e incompatibile con tutti gli altri: consisteva di una serie di subroutine di servizio e in un interprete in un linguaggio ad alto livello, generalmente il BASIC, che fungeva anche da shell per i comandi, ed era scritto in una memoria ROM da cui veniva anche eseguito.
Era rigorosamente monoutente e monotask, e non prevedeva driver o altro software di sistema.
Attualmente gli home computer sono stati ormai completamente sostituiti dai personal computer e dalle console per videogiochi.

## Descrizione
La maggior parte dei componenti di un microcomputer è altamente integrata in modo da poter essere ospitata in un singolo contenitore.
Altri componenti come monitor, tastiera, mouse possono essere anch'essi integrati o posti a breve distanza.
Le dimensioni possono essere abbastanza varie ma mai superiori a quanto può essere ospitato da una scrivania, mentre minicomputer, mainframe e supercomputer occupano uno spazio variabile da quello di un grosso armadio ad un'intera stanza.
La maggior parte dei microcomputer sono adatti ad essere utilizzati da un singolo utente per volta anche se alcuni PC e workstation con il sistema operativo adatto possono supportare più utenti contemporaneamente. Il microprocessore compie la maggior parte dell'elaborazione; oltre ad esso sono presenti una certa quantità di memoria volatile detta RAM e altre periferiche di memorizzazione non volatili.

### Modelli

#### Prima generazione
| Inizio commercializzazione | Nome                 | Produttore                                  | Note |
| -------------------------- | -------------------- | ------------------------------------------- | --- |
| febbraio 1973              | Micral N             |                                             | Primo microcomputer venduto assemblato (non in kit) basato su microprocessore, l'Intel 8008. Francese.                                                               |
| aprile 1974                | Scelbi-8H            | Scelbi Computer Consulting                  | |
| luglio 1974                | Mark-8               |                                             | Computer venduto in kit allegati a riviste di elettronica: progettato per hobbisti.                                                                                  |
| gennaio 1975               | MITS Altair 8800     | Micro Instrumentation and Telemetry Systems | |
| 1975                       | MOS KIM-1            | MOS Technology                              | |
| 16 dicembre 1975           | IMSAI 8080           | IMS Associates Inc.                         | Il computer del celebre film Wargames - Giochi di guerra. |
| 1976                       | Rockwell AIM 65      | Rockwell International                      | |
| luglio 1976                | Apple I              | Apple                                       | Primo microcomputer della storia a gestire di serie un display video come interfaccia utente di output e una tastiera alfanumerica come interfaccia utente di input. |
| 1978                       | Synertek SYM Model 1 | Synertek Systems                            | |